# Цементит
Цементит (англ. Cementite) — карбид железа, химическое соединение с формулой {\displaystyle {\ce {Fe3C}}}.

## Описание
Концентрация углерода в цементите — 6,67 % по массе — предельная для железоуглеродистых сплавов. Цементит — метастабильная фаза; образование стабильной фазы — графита во многих случаях затруднено. Цементит имеет орторомбическую кристаллическую решётку, очень твёрд и хрупок, слабо магнитен до 210 °C.

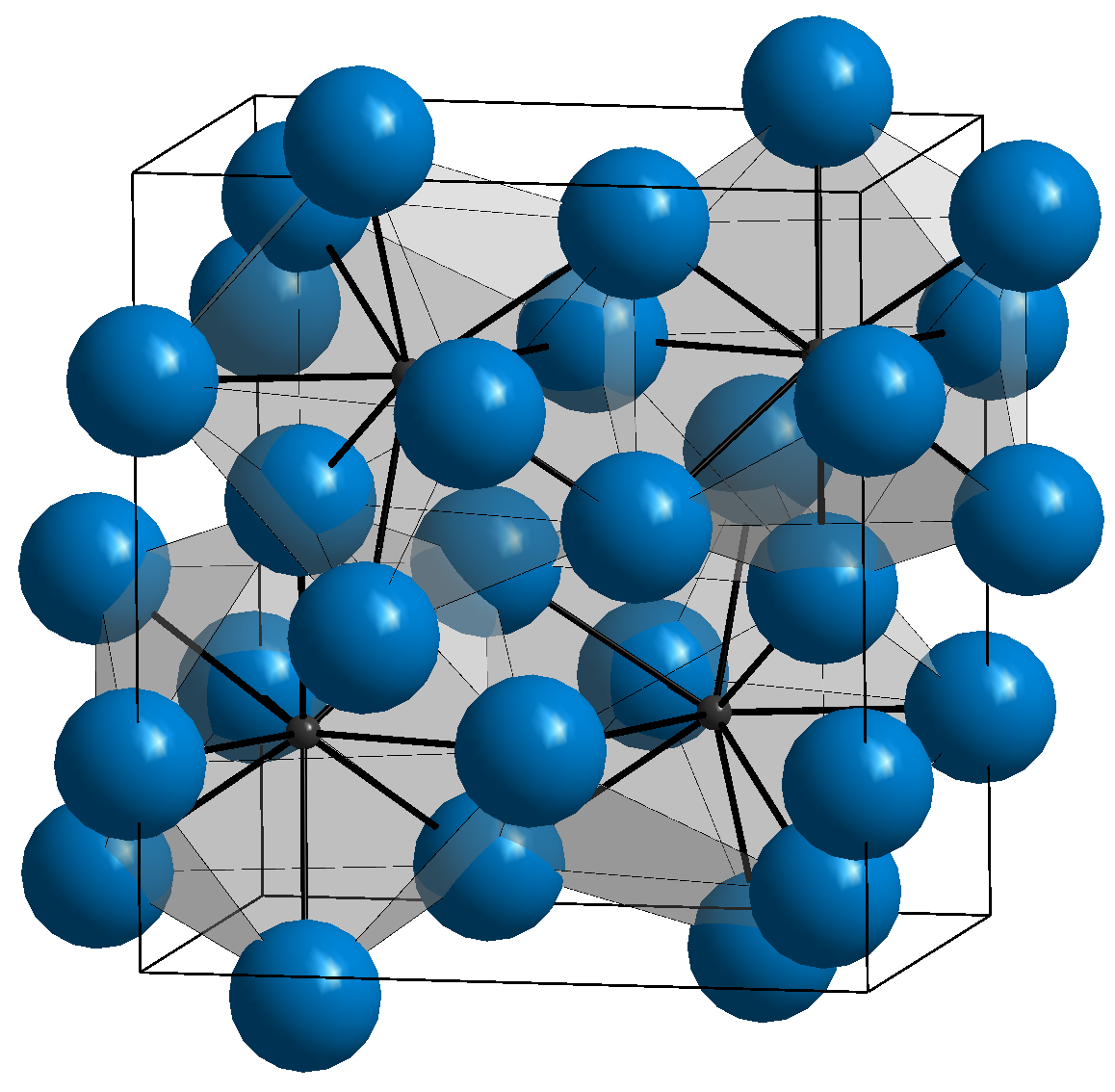
Структура цементита

В зависимости от условий кристаллизации и последующей обработки цементит может иметь различную форму — равноосных зёрен, сетки по границам зёрен, пластин, а также Видманштеттенову структуру.
Цементит в разных количествах, в зависимости от концентрации, присутствует в железоуглеродистых сплавах уже при малых содержаниях углерода. Формируется в процессе кристаллизации из расплава чугуна. В сталях выделяется при охлаждении аустенита или при нагреве мартенсита. Цементит является фазовой и структурной составляющей железоуглеродистых сплавов, составной частью ледебурита, перлита, сорбита и троостита.
Цементит — представитель так называемых фаз внедрения, соединений переходных металлов с лёгкими металлоидами. В фазах внедрения велики доля как ковалентной, так и металлической связи.
Твёрдость по Бринеллю больше 800 кг/мм².
- Первичный цементит кристаллизуется из жидкого сплава;
- Вторичный цементит — из аустенита;
- Третичный цементит — из феррита.

## Химические свойства
Цементит не реагирует с водой, щелочами, гидратом аммиака.
- Разлагается при температуре выше 1650 °C:

{\displaystyle {\mathsf {Fe_{3}C\ {\xrightarrow {>1650^{o}C}}3Fe+C}}}.
- Разлагается концентрированными кислотами:

{\displaystyle {\mathsf {Fe_{3}C+6HCl\ {\xrightarrow {}}3FeCl_{2}+C{\downarrow }+3H_{2}{\uparrow }}}};
{\displaystyle {\mathsf {Fe_{3}C+22HNO_{3}\ \xrightarrow {} 3Fe(NO_{3})_{3}+CO_{2}{\uparrow }+13NO_{2}{\uparrow }+11H_{2}O}}}.
- Реагирует с кислородом и оксидом железа(II,III):

{\displaystyle {\mathsf {Fe_{3}C+3O_{2}\ {\xrightarrow {600-700^{o}C}}Fe_{3}O_{4}+CO_{2}}}};
{\displaystyle {\mathsf {4Fe_{3}C+Fe_{3}O_{4}\ {\xrightarrow {1000-1100^{o}C}}15Fe+4CO}}}.
- Взаимодействует с водородом:

{\displaystyle {\mathsf {Fe_{3}C+2H_{2}\ \xrightarrow {t,p} 3Fe+CH_{4}}}}.